# Urusei Yatsura: Only You
Urusei Yatsura: Only You (jap. うる星やつら オンリー・ユー Urusei yatsura onri yu) – japoński film animowany z 1983 roku, oparty na mandze Urusei Yatsura autorstwa Rumiko Takahashi. Był to reżyserski debiut Mamoru Oshiiego. Za scenariusz odpowiadała Tomoko Konparu, za produkcję Pierrot i Kitty Films, a za dystrybucję Tōhō. Premiera w Japonii odbyła się 11 lutego 1983.

## Fabuła
Kiedy Ataru miał sześć lat, nieumyślnie nadepnął na cień swojej rówieśniczki Elle, księżniczki z odległej planety. Według tradycji ludu Elle, oznaczało to, że oboje są sobie przeznaczeni i powinni się pobrać, gdy osiągną pełnoletność. W tamtym czasie Ataru bez wahania przyjął propozycję dziewczynki, lecz później całkowicie o niej zapomniał. Gdy nadchodzi moment dotrzymania obietnicy, Elle rozsyła zaproszenia na ślub po całym Tomobiki, a następnie zabiera Ataru ze sobą. Mimo że chłopak nie pamięta złożonej obietnicy, nie protestuje, widząc, jak bardzo Elle wypiękniała przez lata.
Jednak Elle nie wzięła pod uwagę Lum, która absolutnie nie zamierza oddać swojego ukochanego bez walki. Wraz ze swoimi przyjaciółkami z kosmosu Lum wyrusza na planetę Elle, aby powstrzymać ślub. Tymczasem Elle, poznawszy prawdziwą naturę Ataru, postanawia skupić swoją uwagę na przystojnym Mendo. Jednak żaden z chłopaków nie zdaje sobie sprawy, kim tak naprawdę jest piękna księżniczka – Elle dosłownie „kolekcjonuje” swoich kochanków, zamrażając ich, aby zachować ich piękno na wieczność. Mimo wszystko, gdy Ataru i Lum uciekają, z oczu Elle zaczynają płynąć łzy, co zdradza, że w głębi serca naprawdę była zakochana w Ataru.

## Obsada
| Postać             | Seiyū                               |
| ------------------ | ----------------------------------- |
| Ataru Moroboshi    | Toshio Furukawa                     |
| Lum                | Fumi Hirano                         |
| Shinobu Miyake     | Saeko Shimazu                       |
| Shutaro Mendou     | Akira Kamiya                        |
| Ten                | Kazuko Sugiyama                     |
| Cherry             | Ichirō Nagai                        |
| Sakura             | Machiko Washio                      |
| Megane             | Shigeru Chiba                       |
| Perm               | Akira Murayama                      |
| Elle               | Yoshiko Sakakibara Shiori (dziecko) |
| Nanabake Rose      | Hiroko Maruyama                     |
| Chibi              | Issei Futamata                      |
| Barbara            | Naoko Kyoda                         |
| Kakugari           | Shinji Nomura                       |
| Ojciec Ataru       | Ken’ichi Ogata                      |
| Matka Ataru        | Natsumi Sakuma                      |
| Oyuki              | Noriko Ohara                        |
| Księżniczka Kurama | Rihoko Yoshida                      |
| Ojciec Lum         | Ritsuo Sawa                         |
| Matka Lum          | Reiko Yamada                        |
| Rei                | Tesshō Genda                        |

## Odbiór
Allen Divers z Anime News Network przyznał wersji z napisami ocenę „A”, a wersji z dubbingiem ocenę „B”, pisząc: „Pomimo swojego wieku, Urusei Yatsura to solidna seria z gatunku komedii romantycznej, która bardzo dobrze się zestarzała. Jej proste projekty i przerysowane postacie sprawiają, że oglądanie jej to czysta przyjemność. Nowsi fani mogą mieć trudności z archaicznym wyglądem serii, ale mogą dostrzec źródła wielu współczesnych produkcji, które teraz lubią. Urusei Yatsura to jedna z oryginalnych szalonych historii miłosnych, które pomogły zdefiniować cały gatunek. Bez niej i wielu innych dzieł Rumiko Takahashi gatunek komedii romantycznej nie byłby tym, czym jest dzisiaj. Starzy fani docenią to, co oferuje ten film, a nowi widzowie również mogą po prostu usiąść i cieszyć się seansem. Klasyczna opowieść potraktowana po królewsku”.
Jasper Sharp z Midnight Eye napisał, że film „wrzuca widza na głęboką wodę, zakładając przynajmniej podstawową znajomość postaci i ich relacji, choć nowi widzowie powinni dość szybko się odnaleźć”. Dani Moure z Mania.com nazwał film „bardzo zabawnym i przez większość czasu […] bardzo przyjemnym”. Chris Beveridge, również z Mania.com, napisał, że „budżet jest większy, a projekty bardziej dopracowane”.